# Régiment Royal-Cantabres
Le régiment Royal-Cantabres est un régiment d’infanterie du royaume de France créé en 1745.

## Création et différentes dénominations

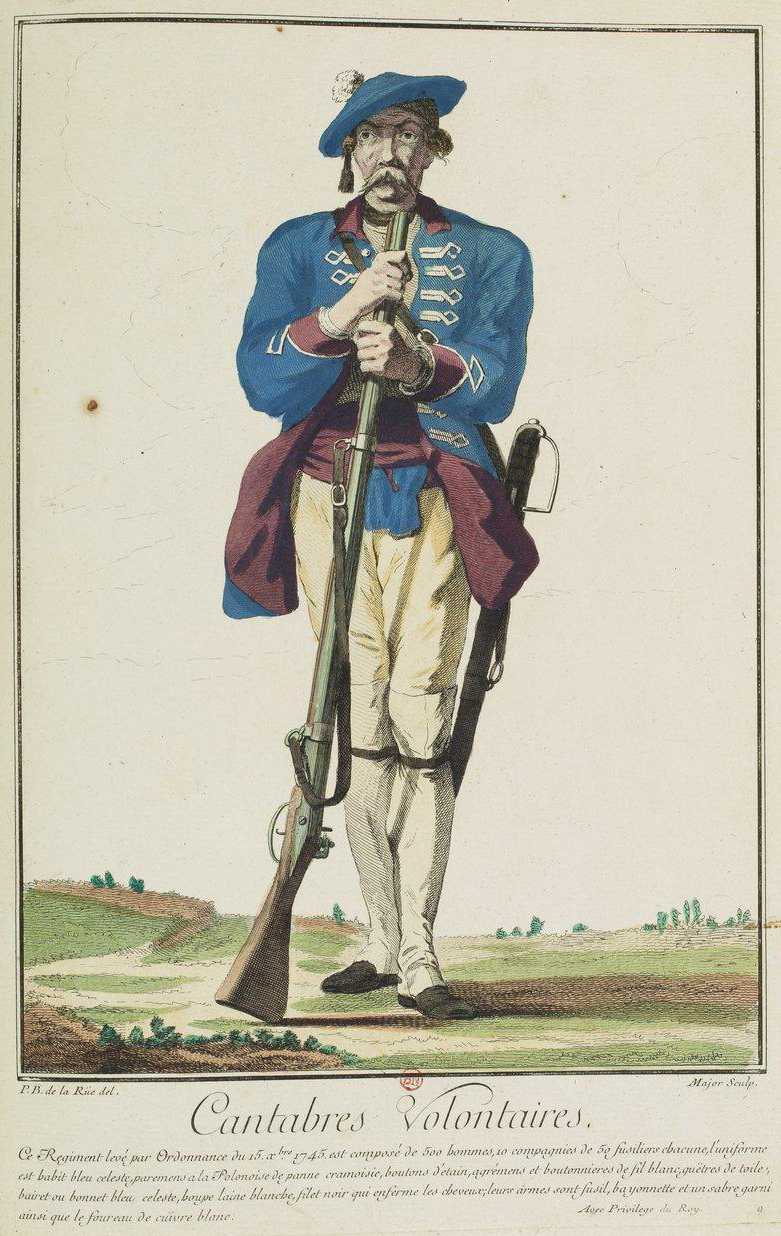
Uniforme du régiment des volontaires cantabres.

- 15 décembre 1745 : création du régiment des volontaires cantabres
- 1er régiment 1747 : renommé régiment Royal-Cantabres
- 1er août 1749 : supprimé, son effectif formant quatre compagnies indépendantes appelées compagnies des Cantabres volontaires
- 8 juillet 1757 : reformation du régiment Royal-Cantabres à partir des compagnies des Cantabres volontaires
- 25 novembre 1762 : licencié, ses grenadiers étant incorporés dans le régiment des Grenadiers de France

## Équipement

### Armement
- 1er juillet 1747 : suivi de 2 canons à la suédoise et d’un chariot de munitions

### Habillement
Habit bleu céleste, avec parements cramoisis, doublure en serge garance, agréments de laine blanche sur le devant, boutons d’étain ; veste, culotte et guêtres blanches ; écharpe cramoisie à gants blancs, béret en laine bleu céleste.

Uniforme
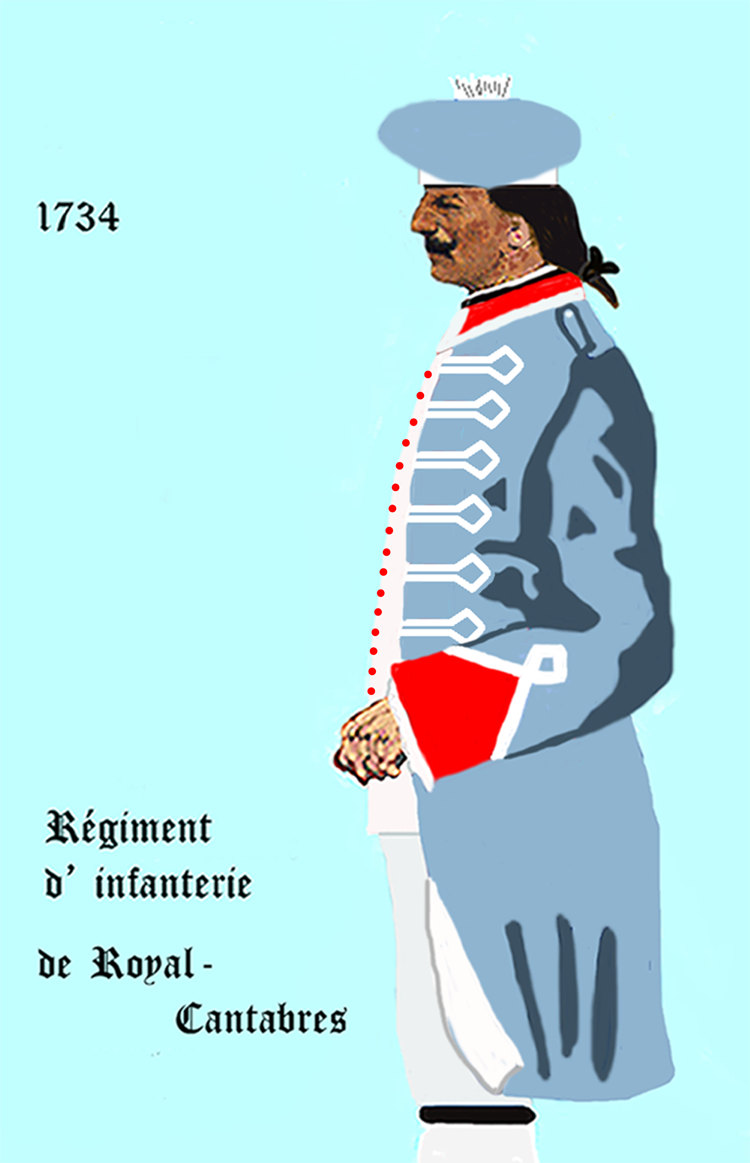
de 1745 à 1762

## Historique

### Colonels et mestres de camp
- en 1760 : M. de Luppé, colonel lieutenant

### Composition
- 15 décembre 1745 : un bataillon de 10 compagnies de 50 hommes ; les officiers doivent être d’au-delà de l’Adour et du comté d’Armagnac
- 1er juillet 1747 : porté à 1 604 hommes dont 300 à cheval :
  - 2 compagnies de 50 grenadiers et 16 compagnies de 75 fusiliers formant 2 bataillons
  - 6 compagnies de 50 hussards formant 2 escadrons
- 8 septembre 1748 : les 6 compagnies de hussards sont réduits à 4 compagnies de 25 hommes
- 1er décembre 1748 : réduit à 500 hommes :
  - une compagnie de 50 grenadiers
  - 8 compagnies de 50 fusiliers
  - 2 compagnies de 25 hussards
- 1er août 1749 : 4 compagnies indépendantes de 2 officiers et 40 fusiliers
- 19 octobre 1756 : réunion des quatre compagnies en corps
- 8 juillet 1757 : un bataillon de 8 compagnies de 4 officiers et 75 hommes
- 27 septembre 1760 : un bataillon de 9 compagnies :
  - une compagnie de 3 officiers et 45 grenadiers
  - 8 compagnies de 3 officiers et 80 fusiliers